# Liste der Bodendenkmale in Börde-Hakel
In der Liste der Bodendenkmale in Börde-Hakel sind alle Bodendenkmale der Gemeinde Börde-Hakel und ihrer Ortsteile aufgelistet. Grundlage ist die Veröffentlichung der Landesdenkmalliste mit Stand vom 25. Februar 2016.  Die Baudenkmale sind in der Liste der Kulturdenkmale in Börde-Hakel aufgeführt.
| Denkmal-ID | Fundart             | Ortsteil    | Bezeichnung                                         | Zeitstellung | Lage                                                                | Bemerkungen | Bild |
| ---------- | ------------------- | ----------- | --------------------------------------------------- | ------------ | ------------------------------------------------------------------- | --- | ---- |
| 428310247  | besonderer Stein    | Etgersleben | „Der weiße Stein“ (vermutl. Grenzstein)             | undatiert    | nordöstl. des Ortes, an einer Wegegabelung im Windschutzstreifen () | wohl Sandstein mit modernen betonähnlichen Ausbesserungen, weiß angestrichen („Der weiße Stein“). Sichtbare Höhe: ca. 90 cm, Breite oben: ca. 35 cm, Breite unten: ca. 45 cm, Dicke: bis ca. 20 cm. |      |
| 428310248  | Grabmal > Grabhügel | Etgersleben | ehem. Mühlenstandort/Grabhügel? – kein OBD          | undatiert    | nördl. des Ortes („Vor der steinernen Brücke“/„Vor dem Dorfe“) ()   | Markante Geländekuppe, darauf zahlreiche kleinere Bruchsteine, vermutlich Reste der ehemaligen Mühle.                                                                                               |      |
| 428310215  | Befestigung > Burg  | Etgersleben | Burganlage (Niederungsburg)                         | Mittelalter  | südöstl. des Ortes an einer Bodeschlinge (Der Horst) (Lage)         | Flacher ovaler Hügel (ca. 40 mal 25 m) etwa im Süden. Östlich anschließend ein bogenförmiger Graben der nach Nordwesten abbiegt, 4–6 m breit, z. T. feucht, sumpfig. Flache Wallreste vorhanden.    |      |
| 428310246  |                     | Etgersleben | ehem. Mühlenhügel („Mühlenanger“), evtl. Grabhügel? | undatiert    | östl. des Ortes (Lage)                                              | Durchmesser ca. 25–30 m, Höhe ca. 1,50–2,00 m. Auf dem Hügel Reste von Mahlsteinen. Evtl. älterer Grabhügel.                                                                                        |      |
| 428310195  | Befestigung         | Westeregeln | Befestigung, (Wohnturm) – kein OBD                  | Mittelalter  | Brunnenstraße 4 (Lage)                                              | Saniert und äußerlich verändert. |      |